# Ален-Фурньє
Ален-Фурньє (фр. Alain-Fournier, псевдонім; справжнє ім'я фр. Henri Fournier; 3 жовтня 1886 — 22 вересня 1914) — французький письменник.

## Біографія і творчість
Народився 3 жовтня 1886 в місті Ла-Шапель-д'Анжійон. Отримав світове визнання завдяки єдиному завершеному романові «Великий Мольн» (фр. Le Grand Meaulnes), написаному в 1913 році. Роман написаний у ліричній манері, як спогади автора про дитячі роки, про школу, про ігри і мрії підлітків, роман поєднує динамічний сюжет і романтичну інтригу з реалістичним зображенням французького провінційного життя.
Здобувши популярність після видання роману, Ален-Фурньє влаштувався секретарем заможного бізнесмена Клода Казимир-Пер'є, у співавторстві з яким працював над книгою «Брест, трансатлантичний порт» (фр. Brest, port transatlantique). Загинув на фронті на початку Першої світової війни, 22 вересня 1914, в лісі Сен-Ремі біля села Лез Епарж під Верденом, під час першої битви на Марні.
Після смерті були видані його ранні вірші й прозові мініатюри, що склали книгу «Чудеса» (фр. Miracles, 1924), а також декілька томів листування. Фрагменти його незакінченого роману «Коломб Бланше» (фр. Colombe Blanchet) були опубліковані в грудні 1922 в журналі «Нувель ревю франсез».

## Твори
- Великий Мольн, роман 1913
- Colombe Blanchet фрагмент, 1914
- Miracles поезії, 1922

## Видання
- Le grand Meaulnes, Paris (Garnier) 1986 (містить роман і чернетки, а також вірші й оповідання, опубліковані 1922 року у збірці «Чудеса»)
- Correspondance Jacques Rivière — Alain-Fournier, Paris (Gallimard) 1991 (листування з Жаком Рів'єром з 1904 до 1914)

## Видання українською мовою
- Ален-Фурньє. Великий Мольн: роман / пер. з фр. Г. Філіпчука. — Київ: Веселка, 1988. — 176 с.